# Elena Ferrante
Pour les articles homonymes, voir Ferrante.
Elena Ferrante est le pseudonyme d'une romancière, nouvelliste et essayiste d'expression italienne, née selon sa propre biographie le 5 avril 1943 à Naples.
Elle est notamment connue pour L'Amie prodigieuse (L'amica geniale), tétralogie romanesque ayant pour toile de fond l'amitié entre deux femmes, de leur enfance dans un quartier pauvre de Naples à l'âge adulte. Publiée en Italie entre 2011 et 2014, la saga a été traduite dans une quarantaine de langues.

## Biographie

### Pseudonymat
La romancière derrière le pseudonyme tient absolument à rester dans l'ombre et refuse par conséquent la publicité et les apparitions télévisées, acceptant seulement en de rares occasions les interviews écrites. 
Lors de celles-ci, Elena Ferrante a affirmé être une femme, mère de famille, et que son œuvre était d'inspiration autobiographique. 
En particulier, dans La frantumaglia, l'auteur révèle à ses lecteurs des aspects de la personnalité d'Elena Ferrante en lui donnant notamment une origine (mère couturière s'exprimant en napolitain) une date (1943) et un lieu de naissance (Naples).
Selon certaines hypothèses, il pourrait s'agir d'Anita Raja, éditrice et traductrice italienne de Christa Wolf en particulier, ou bien de son mari, l’écrivain Domenico Starnone,,,. 
Le 2 octobre 2016, dans quatre médias internationaux, Il Sole 24 Ore en Italie, Mediapart en France, Frankfurter Allgemeine Sonntagszeitung en Allemagne et The New York Review of Books aux États-Unis, le journaliste Claudio Gatti affirme avoir percé le mystère en observant une corrélation forte entre les droits d'auteur que les Edizioni E/O, la maison éditrice d'Elena Ferrante, perçoit de ses ouvrages, et les honoraires que la société verse la même année à la traductrice Anita Raja. Ni Anita Raja, ni Edizioni E/O n'ont confirmé ou démenti cette hypothèse déjà envisagée depuis quelques années comme plausible par plusieurs personnes.
Lors d'un entretien non enregistré avec le journaliste italien Tommaso Debenedetti, paru dans le quotidien El Mundo (Espagne), Anita Raja aurait confirmé être Elena Ferrante. Il est important néanmoins de préciser que Tommaso Debenedetti s'est spécialisé depuis des décennies, selon ses propres dires, dans la publication de fausses nouvelles « afin de démontrer à quel point il est facile de manipuler l'opinion sur les réseaux sociaux ».
En 2018, un journaliste des Echos  évoque l'hypothèse d'une écriture à quatre mains impliquant Anita Raja mais également son mari, l'écrivain Domenico Starnone. Il se base sur les propos d'un cinéaste et metteur en scène Mario Martone qui a établit une correspondance avec Elena Ferrante ainsi que le livre  Autobiographie érotique d'Aristide Gambia, de Domenico Starnone, qui contient à la fin d'un chapitre une phrase : «Je ne suis pas Ferrante». 
Le lectorat est partagé entre curiosité et indignation en réaction à ce qu'il considère comme une investigation intrusive,.

#### Études scientifiques
En 2016, l'entreprise suisse Orphanalytics développe un outil de détection  de la rédaction non autorisée d’un document de certification par un professionnel (ou ghostwriting) ainsi qu'une  approche algorithmique d’analyse de texte mesurant l’usage de patterns élémentaires de texte à différents niveaux du textes (mots, phrases, paragraphes). Elle publie une analyse statistique et stylométrique de l'auteur Domenico Starnone avec celui d'Elena Ferrante et conclut qu'il existe de très nettes similitudes entre les deux,.  
En 2017, une analyse scientifique rédigée par Jacques Savoy de l'Université de Neuchâtel s’appuie sur la méthode des k plus proches voisins visant à comparer des œuvres d'Elena Ferrante avec un corpus de cent cinquante livres italiens par quarante auteurs différents sur la base du vocabulaire utilisé, qui attribue la paternité des œuvres à Domenico Starnone. Pour corroborer son premier résultat, l'analyse utilise la distance de Labbé, puis  la méthode du nearest shrunken centroids (NSC)  qui confirme ce nom avec une probabilité de 98 %.

### Notoriété
Traduits dans quarante langues, les livres d’Elena Ferrante bénéficient d'un lectorat nombreux en Europe et en Amérique du Nord. 
En 2015, Roberto Saviano propose la candidature de son roman L’amica geniale au prix Strega, ce que la romancière accepte.
Elle est citée, par le magazine Time, parmi les cent personnalités les plus influentes au monde, en 2016.

### Style d'écriture
Les romans d’Elena Ferrante présentent plusieurs modalités d’écriture, parfois en rentrant dans les cadres canoniques de l’écriture mais souvent en donnant vigueur à l’expression écrite en sortant des schémas. Parmi les éléments fondateurs de ses trois romans (L'amore molesto, I giorni dell'abbandono, La figlia oscura), on peut souligner la présence d’une fausse forme de réalisme et l’emploi de la première personne du singulier. La langue des romans d’Elena Ferrante est sûrement un des éléments qui ont permis son succès, même à l’étranger, en faisant de cette écrivaine une figure mondialement reconnue. En effet, l’autrice, même si elle parle d’un milieu pauvre et défavorisé, à la même manière d’autres importants écrivains italiens comme Pier Paolo Pasolini dans son roman Les Ragazzi, a choisi d’employer une forme de la langue italienne que les linguistes pourraient définir de standard, notamment sans l’emploi de tournures ou termes dialectales. 

## Œuvre

### Romans

#### SagaL'Amie prodigieuse
- L'amica geniale (2011) L'Amie prodigieuse, traduit par Elsa Damien, Paris, Éditions Gallimard, coll. « Du monde entier », 2014, 388 p.  (ISBN 978-2-07-013862-3)
- Storia del nuovo cognome (2012) Le Nouveau Nom (L'Amie prodigieuse, vol. 2), traduit par Elsa Damien, Paris, Éditions Gallimard, coll. « Du monde entier », 2016, 560 p.  (ISBN 978-2-07-014546-1)
- Storia di chi fugge e di chi resta (2013) Celle qui fuit  et  celle qui reste (L'Amie prodigieuse, vol. 3), traduit par Elsa Damien, Paris, Éditions Gallimard, coll. « Du monde entier », 2017, 800 p.  (ISBN 978-2-07-017840-7)
- Storia della bambina perduta (2014) L'Enfant perdue (L'Amie prodigieuse, vol. 4), traduit par Elsa Damien, Paris, Éditions Gallimard, coll. « Du monde entier », 2018,  (ISBN 978-2-07-269931-3)

#### Autres romans
- L'amore molesto (1992) L'Amour harcelant, traduit par Jean-Noël Schifano, Paris, Éditions Gallimard, coll. « Du monde entier », 1995, 181 p.  (ISBN 2-07-073305-X)
Un film, L'Amour meurtri, a été tiré du roman par Mario Martone en 1995.
- I giorni dell'abbandono (2002)[26] Les Jours de mon abandon, traduit par Italo Passamonti, Paris, Éditions Gallimard, coll. « Du monde entier », 2004, 225 p.  (ISBN 2-07-076739-6)
- La figlia oscura (2006) Poupée volée, traduit par Elsa Damien, Paris, Éditions Gallimard, coll. « Du monde entier », 2009, 175 p.  (ISBN 978-2-07-078571-1)
- Cronache del mal d'amore (2012)
- La vita bugiarda degli adulti (2019) La Vie mensongère des adultes, traduit par Elsa Damien, Paris, Éditions Gallimard, coll. « Du monde entier », 2020, 416 p.  (ISBN 978-2-07-289921-8)

### Recueil de nouvelles pour enfants
- La spiaggia di notte (2007)

### Essais
- La frantumaglia (2003), réédition augmentée en 2016 Frantumaglia. L'écriture et ma vie, traduit par Nathalie Bauer, Éditions Gallimard, coll. « Du monde entier », 2019, 464 p.  (ISBN 978-2-07-273467-0)
- L'invenzione occasionale (2019)Chroniques du hasard, traduit par Elsa Damien, Éditions Gallimard, 2019, 176 p.  (ISBN 978-2-07-287109-2)

- I margini e il dettato. Conversazioni sul piacere di leggere e scrivere (2021) Éditions  E/O, 2021, 160 p.  (ISBN 88-3357-394-X)

## Filmographie

### Films tirés de ses ouvrages
- L'Amour meurtri (L'amore molesto) de Mario Martone (1995)
- Les jours de mon abandon (I giorni dell'abbandono) de Roberto Faenza (2005)
- The Lost Daughter de Maggie Gyllenhaal (2021)[27],[28],[29]

### Séries télévisées tirées de ses ouvrages
- L'Amie prodigieuse (L'amica geniale) de Saverio Costanzo et Alice Rohrwacher (2018-2024)
- La Vie mensongère des adultes (La vita bugiarda degli adulti) d'Edoardo De Angelis (2023)

## Reconnaissances et prix
- 2016 - TIME 100 Most Influential People
- 2016 - Prix international Booker, pour L'Enfant perdue.
- 2016 - Independent Publisher Book Awards (en) - Gold Medal (literary fiction), pour L'Enfant perdue.
- 2014 - Best Translated Book Award (en), pour L'Enfant perdue, traduit de l'italien par Ann Goldstein.